# Cerro Pelado (Ngäbe-Buglé)
Cerro Pelado es un corregimiento del distrito de Ñürüm en la comarca Ngäbe-Buglé, República de Panamá. La localidad tiene 2.361 habitantes (2010).
Cerro Pelado es un enclave de la comarca Ngäbe-Buglé ubicado dentro del distrito de Las Palmas, en la provincia de Veraguas.